# Broome
Broome es una ciudad turística y dedicada a la extracción de perlas de la región de Kimberley en Australia Occidental, 2200 kilómetros al norte de Perth. Su población es de 11.500 habitantes, alcanzando más de 45.000 habitantes durante los meses en que recibe más turistas. El Aeropuerto Internacional de Broome proporciona transporte a varias ciudades de la región.

## Historia
Broome está situado en las tierras tradicionales de los pueblos Yawuru.
El primer europeo en visitar Broome fue William Dampier en 1688 y nuevamente en 1699. Muchas de las características de la costa de la zona tienen nombres en su honor. En 1879, Charles Harper sugirió que la industria de la pesca de perlas podía ser atendida por un puerto más cercano a la base de perlas y que Roebuck Bay sería adecuado. En 1883, John Forrest, seleccionó el sitio para la ciudad, y fue nombrada en honor de Sir Frederick Broome, el gobernador de Australia Occidental desde 1883 hasta 1889.
En 1889, un cable submarino telegráfico fue tendido entre Broome y Singapur, conectando con Inglaterra. De ahí el nombre de Cable Beach en el sitio donde dicho cable abandona la tierra.
La riqueza de esta industria provoca desgraciadamente muchas muertes, y el cementerio japonés de la ciudad es el lugar de descanso de 919 buzos japoneses que perdieron la vida trabajando en esta tarea. Muchos otros se perdieron en el mar, y el número exacto de muertos es desconocido.
Los japoneses fueron sólo uno de los principales grupos étnicos que acudieron a Broome a trabajar en los luggers, negocios dedicados a las actividades de recolección de ostras en las aguas próximas a Broome. Eran buzos especializados y, a pesar de la presión política para la expulsión del territorio de los inmigrantes, en apoyo de la política de una Australia Blanca, dichos hombres se convirtieron en una parte indispensable de la industria local, hasta la Segunda Guerra Mundial.
Broome fue atacada por aviones japoneses el 3 de marzo de 1942. En dicho ataque murieron al menos 88 personas.
El auge de la minería en Australia Occidental durante la década de 1960, así como también el crecimiento de la industria turística, ayudaron a desarrollar y diversificar la economía de Broome, una de las ciudades de mayor crecimiento en Australia.
En Gantheaume Point y a 30 metros en dirección hacia el mar, se encontraron icnitas (huellas de dinosaurios) que se supone pertenecen a la especie Brontopodus y que datan del Cretácico, hace aproximadamente 130 millones de años. Las pistas sólo se pueden ver durante la marea baja.
Broome se hermanó con la ciudad de Taiji, Japón, en 1981. El sacrificio anual de delfinres y ballenas de Taiji fue el tema del documental The Cove en 2009, y desató una decisión unánime del consejo de la ciudad, encabezado por Graeme Campbell, para poner fin a la relación con dicha ciudad si la caza de delfines continuaba. Cuando se anunció al Consejo de Broome que la caza de delfines había sido cancelada, el debate para poner fin a la relación de hermanamiento se cerró.

## Cable Beach
Cable Beach está situada a 7 km de la ciudad siguiendo una carretera de asfalto. La playa mide 22,5 kilómetros de largo, `posee una hermosa arena blanca lavada diariamente por las mareas, que pueden alcanzar más de nueve metros. El agua es cristalina, color turquesa, y las suaves olas apenas consiguen romper cuando llegan a la playa, casi perfectamente plana. Sin embargo es necesario tener precaución durante el baño desde noviembre hasta marzo, pues las medusas cubo son frecuentes durante esos meses. Los vehículos todo-terreno pueden ser conducidos hasta la playa, desde el aparcamiento. Esto permite a los usuarios explorar la playa durante la marea baja de mejor modo de lo que sería posible a pie. Pasear en camello al atardecer es una actividad que puede realizarse en la playa.
Cable Beach es también una de las playas nudistas más famosas de Australia. Minyirr Park es una reserva costera ubicada justo al este de Cable Beach, sobre las dunas.

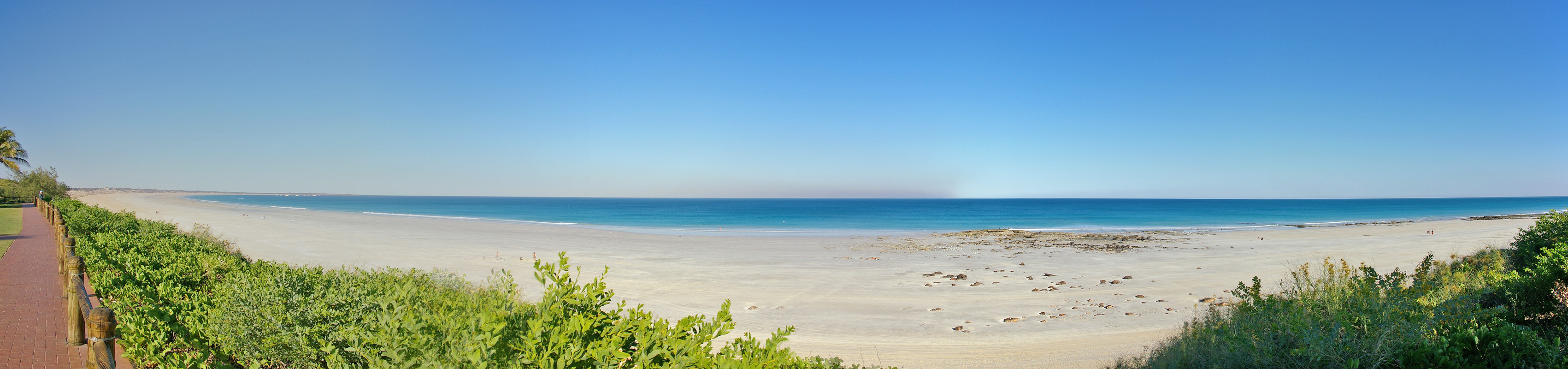
Panorama de Cable Beach.

## Roebuck Bay
En la costa oriental las aguas de la bahía de Roebuck se extienden desde el muelle principal de Puerto Drive hasta Sandy Point, al oeste de la estación de Thangoo. Town Beach está situada en la costa y es popular entre los visitantes del extremo oriental de la ciudad. También se encuentra allí la famosa Escalera a la Luna, donde una marea en retroceso y una luna creciente se combinan para crear un fenómeno natural impresionante. En las noches de la Escalera a la Luna, un mercado de alimentos y artesanía funciona en Town Beach.
Roebuck Bay es de importancia internacional para millones de aves limícolas migratorias o aves playeras que la utilizan en cada migración estacional a través de la Ruta de Asia Oriental-Australasia desde sus lugares de cría en el norte de Asia. Se alimentan en las extensas marismas intermareales y se posan durante la marea alta en las playas de arena roja de la bahía. Se los puede ver en mayor número en verano, pero muchas de las aves más jóvenes permanecen allí a lo largo de los años primero y segundo de sus vidas. El Observatorio de Aves de Broome en la costa norte de la bahía de Roebuck fue establecido por Birds Australia en 1990.  El objetivo del Observatorio es el estudio de los pájaros, aprender a protegerlos, y educar al público acerca de ellos.

## Clima
Aunque está situada  en el trópico, Broome técnicamente tiene un clima semiárido de baja latitud. Al igual que la mayor parte de las zonas tropicales de Australia, tiene dos estaciones: una estación seca y una estación lluviosa. La estación seca transcurre de mayo a noviembre con casi todos los días claros y temperaturas máximas próximas a 30 °C. La estación lluviosa se extiende de diciembre a marzo, con temperaturas máximas de alrededor de 35 °C, lluvias tropicales bastante erráticas, y humedad elevada. El promedio anual de precipitaciones en Broome es de 598,9 mm, el 76 % de las cuales se produce entre enero y marzo.
Broome es susceptible de sufrir ciclones tropicales, y éstos, junto con la naturaleza, igualmente impredecible de las tormentas de verano, juegan un papel importante en la naturaleza errática de las lluvias. Por ejemplo, en enero de 1922, Broome registró sólo 2,8 mm de lluvia, mientras que en el mismo mes de 1997, recibió 910,8 mm.
Las heladas son desconocidas, sin embargo, las temperaturas durante los meses más fríos puede alcanzar valores de tan sólo 3,3 grados Celsius.
| Parámetros climáticos promedio de Broome, Australia Occidental | Parámetros climáticos promedio de Broome, Australia Occidental | Parámetros climáticos promedio de Broome, Australia Occidental | Parámetros climáticos promedio de Broome, Australia Occidental | Parámetros climáticos promedio de Broome, Australia Occidental | Parámetros climáticos promedio de Broome, Australia Occidental | Parámetros climáticos promedio de Broome, Australia Occidental | Parámetros climáticos promedio de Broome, Australia Occidental | Parámetros climáticos promedio de Broome, Australia Occidental | Parámetros climáticos promedio de Broome, Australia Occidental | Parámetros climáticos promedio de Broome, Australia Occidental | Parámetros climáticos promedio de Broome, Australia Occidental | Parámetros climáticos promedio de Broome, Australia Occidental | Parámetros climáticos promedio de Broome, Australia Occidental |
| Mes                                                            | Ene.                                                           | Feb.                                                           | Mar.                                                           | Abr.                                                           | May.                                                           | Jun.                                                           | Jul.                                                           | Ago.                                                           | Sep.                                                           | Oct.                                                           | Nov.                                                           | Dic.                                                           | Anual                                                          |
| -------------------------------------------------------------- | -------------------------------------------------------------- | -------------------------------------------------------------- | -------------------------------------------------------------- | -------------------------------------------------------------- | -------------------------------------------------------------- | -------------------------------------------------------------- | -------------------------------------------------------------- | -------------------------------------------------------------- | -------------------------------------------------------------- | -------------------------------------------------------------- | -------------------------------------------------------------- | -------------------------------------------------------------- | -------------------------------------------------------------- |
| Temp. máx. abs. (°C)                                           | 44.2                                                           | 42.7                                                           | 42.2                                                           | 41.7                                                           | 38.7                                                           | 36.2                                                           | 36.0                                                           | 38.1                                                           | 41.3                                                           | 42.8                                                           | 44.3                                                           | 44.8                                                           | 44.8                                                           |
| Temp. máx. media (°C)                                          | 33.3                                                           | 32.9                                                           | 33.9                                                           | 34.3                                                           | 31.6                                                           | 29.1                                                           | 28.8                                                           | 30.2                                                           | 31.7                                                           | 32.9                                                           | 33.6                                                           | 33.8                                                           | 32.2                                                           |
| Temp. mín. media (°C)                                          | 26.3                                                           | 26.0                                                           | 25.4                                                           | 22.6                                                           | 18.2                                                           | 15.1                                                           | 13.6                                                           | 14.9                                                           | 18.5                                                           | 22.3                                                           | 25.1                                                           | 26.4                                                           | 21.2                                                           |
| Temp. mín. abs. (°C)                                           | 17.8                                                           | 15.0                                                           | 12.8                                                           | 12.2                                                           | 7.3                                                            | 5.2                                                            | 3.3                                                            | 4.8                                                            | 8.9                                                            | 11.6                                                           | 14.7                                                           | 17.2                                                           | 3.3                                                            |
| Precipitación total (mm)                                       | 175.1                                                          | 179.9                                                          | 102.4                                                          | 26.6                                                           | 27.1                                                           | 18.5                                                           | 5.9                                                            | 1.7                                                            | 1.4                                                            | 1.3                                                            | 7.8                                                            | 54.6                                                           | 598.9                                                          |
| Horas de sol                                                   | 257.3                                                          | 212.8                                                          | 263.5                                                          | 294.0                                                          | 291.4                                                          | 282.0                                                          | 306.9                                                          | 325.5                                                          | 312.0                                                          | 337.9                                                          | 336.0                                                          | 291.4                                                          | 3510.7                                                         |
| Fuente:                                                        |                                                                |                                                                |                                                                |                                                                |                                                                |                                                                |                                                                |                                                                |                                                                |                                                                |                                                                |                                                                |                                                                |